# Jaimie Dawson
James „Jaimie“ Dawson (* 28. Juli 1969 in Genf) ist ein kanadischer Badmintonspieler. 

## Karriere
Jaimie Dawson nahm 1996 im Herrendoppel und -einzel an Olympia teil. In beiden Disziplinen wurde er dabei 17. in der Endabrechnung. Bereits 1991 hatte er zwei Titel bei den Panamerikameisterschaften und die French Open gewonnen. 1995 siegte er noch einmal bei den Panamerikameisterschaften im Herreneinzel.

## Sportliche Erfolge
| Saison | Veranstaltung                   | Disziplin    | Platz | Name                                    |
| ------ | ------------------------------- | ------------ | ----- | --------------------------------------- |
| 1985   | Kanada: Jugendmeisterschaften   | Herreneinzel | 1     | Jaimie Dawson, MB                       |
| 1988   | Kanada: Juniorenmeisterschaften | Mixed        | 1     | Jaimie Dawson / Karyn Kadonaga, MB / AB |
| 1988   | Kanada: Juniorenmeisterschaften | Herreneinzel | 1     | Jaimie Dawson, MB                       |
| 1988   | Kanada: Juniorenmeisterschaften | Herrendoppel | 1     | Jaimie Dawson / Mike Dilay, MB / AB     |
| 1991   | Panamerikameisterschaft         | Mixed        | 1     | Jaimie Dawson / Denyse Julien           |
| 1991   | Panamerikameisterschaft         | Herreneinzel | 1     | Jaimie Dawson                           |
| 1991   | French Open                     | Herreneinzel | 1     | Jaimie Dawson                           |
| 1992   | Kanada: Einzelmeisterschaften   | Herreneinzel | 1     | Jaimie Dawson                           |
| 1995   | Panamerikaspiele                | Herreneinzel | 1     | Jaimie Dawson                           |
| 1995   | Kanada: Einzelmeisterschaften   | Herreneinzel | 1     | Jaimie Dawson                           |
| 1996   | Olympia                         | Herreneinzel | 17    | Jaimie Dawson                           |